# SR5型多管火箭炮
SR5型多管火箭炮是中国兵器工业集团公司生產的外銷型車載自走多管火箭，由火炮總設計師王惠方設計，有自裝填能力減輕野戰後勤壓力，发射箱的前方设置了类似美国M270的起重自装填系统，重新装弹时，发射箱上會伸出双起重臂，将发射彈储存器吊入发射箱内。同美军服役多年的M270相比，新的SR5自动化程度更高。M270在箱式定向器装填完成后，需要人工完成最后的线路接通工作，而SR5采用了全自动化的方式，輪式車輛載台使其它的战略机动性接近于美國M270而載彈量卻又多於或等同于海馬斯（20发122mm/6发227mm）。
其彈體採用箱装20发122毫米火箭弹（射程20公里）或6发GR1型220毫米战术导弹（射程35公里）或飞龙60巡飞弹，兩個發射槽可以同時裝上這兩種不同彈，增加戰場應變能力，兩種彈體都有衛星制導能力符合國際潮流將火箭彈導彈化的趨勢，可以接收無人機和戰場數位系統發來的目標導引。SR5主攻外銷市場，已經有委內瑞拉等多個拉美國家和中東國家洽談。

## 使用國
- 阿尔及利亚：80台[5]
- 巴林 ：4台
- 委內瑞拉 ：18台以上
- 阿联酋[6]